# Paul Pizzera

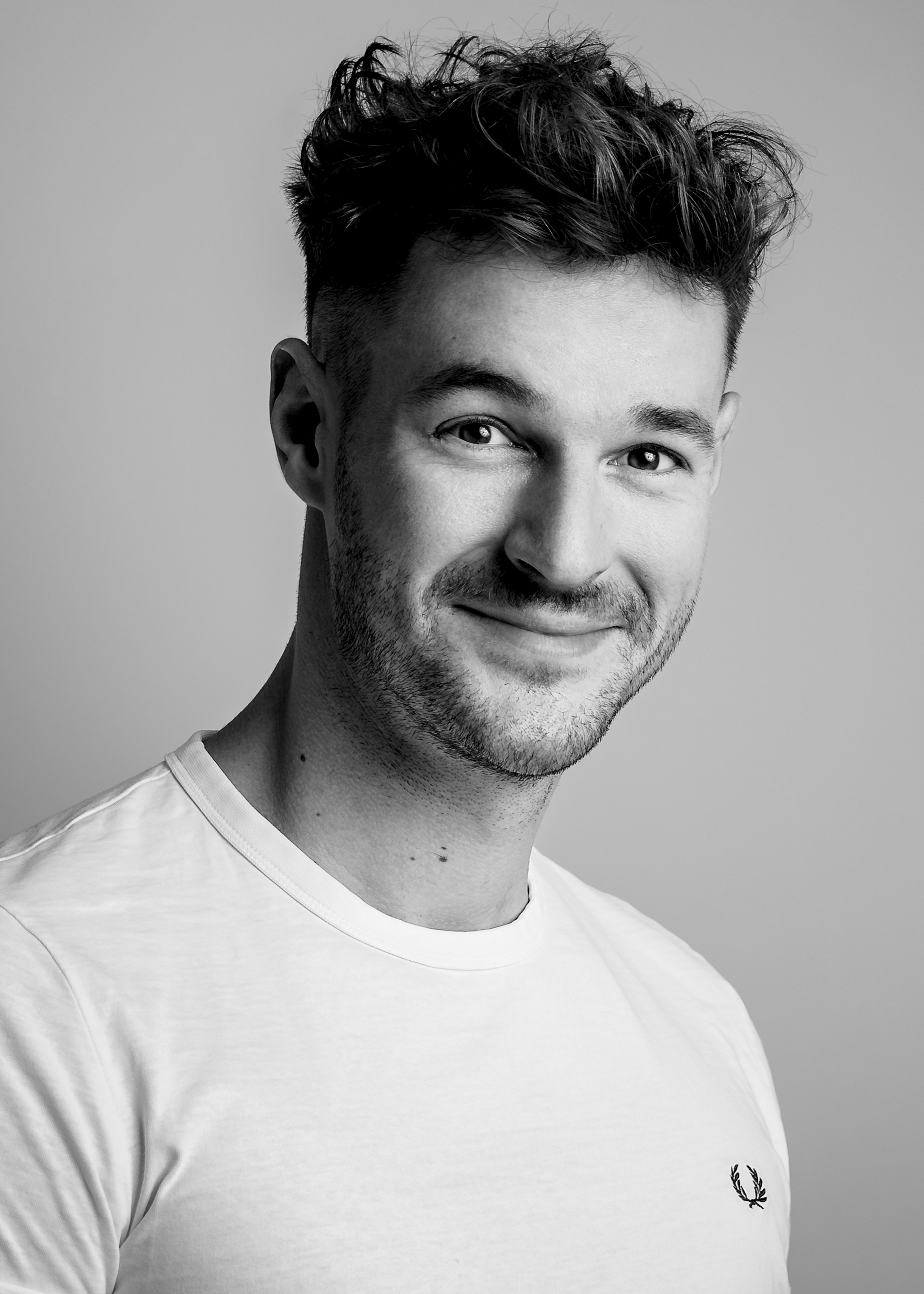
Paul Pizzera, 2020

Paul Pizzera (* 17. Juli 1988 in Deutschlandsberg, Steiermark) ist ein österreichischer Musiker, Kabarettist, Autor und Schauspieler. Zusammen mit Otto Jaus bildet er das Duo Pizzera & Jaus.

## Leben und Karriere
Paul Pizzera wuchs in Hitzendorf heran und besuchte dort die Volksschule. Danach absolvierte er das Gymnasium Dreihackengasse im Grazer Gemeindebezirk Gries, an welchem er im Jahr 2006 maturierte. Nach dem Zivildienst in einem Heim der Volkshilfe Österreich in Wetzelsdorf begann er 2007 das Studium der Germanistik sowie Philosophie an der Karl-Franzens-Universität Graz. 2011 schloss er dieses mit dem Bachelor ab.
2007 begann der junge Steirer auf Poetry-Slam-Festivals aufzutreten und war in den folgenden drei Jahren über hundertmal in Österreich, Deutschland und der Schweiz zu sehen. 2011 gewann er den Grazer Kleinkunstvogel im Theatercafé Graz. Im November feierte sein erstes Solo-Kabarett-Programm Zu wahr, um schön zu sein Premiere. 2012 erhielt er dafür den Jury- und Publikumspreis beim Freistädter Frischling. Als Markenzeichen des Künstlers kristallisierte sich bereits zu dieser Zeit die Vorliebe zu dynamischen Kabarett-Shows mit einem überwiegenden Anteil an musikalischen Einlagen unter Verwendung des steirischen Dialekts heraus.
Für die zumeist ausverkauften Vorstellungen Pizzeras zweiten Programms Sex, Drugs & Klei’n’Kunst verkauften sich zwischen 2014 und 2017 mehr als 150.000 Tickets. Allein 2014 bestritt er 180 Auftritte in 365 Tagen. Die Kulturkritik zeigte sich begeistert: „Rotzig, pfiffig, zynisch, witzig, ein bissl philosophisch“ (Wiener Zeitung). Die Aufzeichnung vom Auftritt im Grazer Orpheum 2014 erschien als DVD und CD.
Auf der Ybbsiade wurde Paul Pizzera 2017 der Ybbser Spaßvogel verliehen.

### Mit Pizzera & Jaus
2015 gründete er mit Otto Jaus das Austropop-Duo Pizzera & Jaus. 2016 avancierte die dritte Single Jedermann zum Nummer-1-Hit in Österreich, die in der Folge mit Platin ausgezeichnet worden ist. Das erste gemeinsame Album Unerhört solide führte gleichermaßen die österreichischen Musikcharts an und erhielt 2 Platin-Auszeichnungen. Es findet sich bereits 351 Wochen in den Austria Top 40 (Stand Juli 2024). Ab Herbst 2017 ging Pizzera & Jaus mit ihrem ersten gemeinsamen Musikkabarett-Programm auf Tournee. Über 180.000 Zuschauer besuchten diese Konzerte in den ersten 2 Jahren in Deutschland und Österreich.

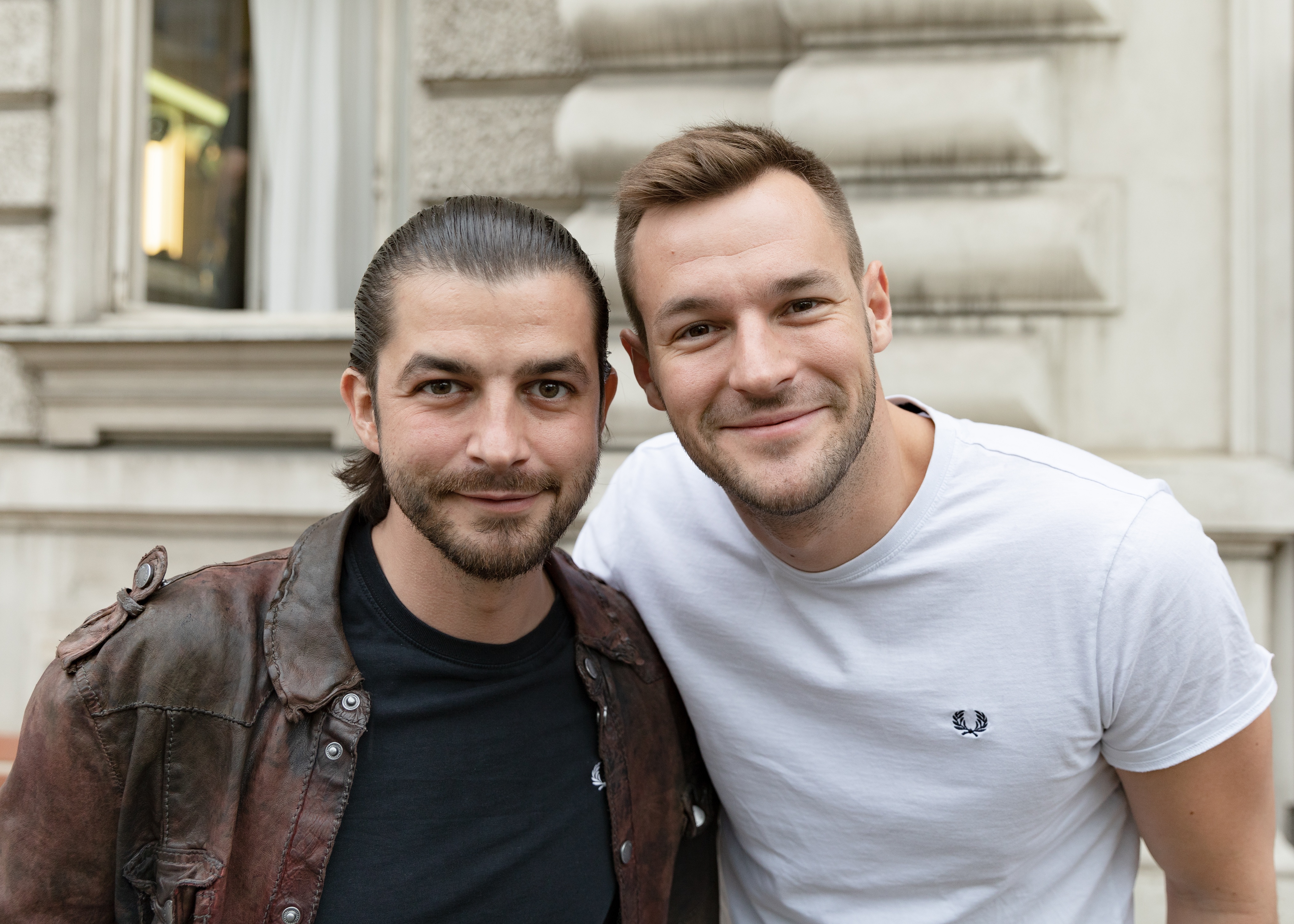
Otto Jaus und Paul Pizzera (Amadeus 2018)

2019 erschien das zweite Pizzera-&-Jaus-Album Wer nicht fühlen will, muss hören, welches abermals auf Platz 1 der österreichischen Charts einstieg und sich dort bereits 175 Wochen behaupten kann (Stand Juli 2024). Die zugehörige Tournee startete im Herbst.
2022 erhielt das Duo bereits seinen 5. Amadeus Austrian Music Award – bei bereits 11 Nominierungen in 5 Jahren. Im August setzte sich der Erfolg mit drei aufeinanderfolgenden, ausverkauften Konzerten in der Wiener Stadthalle fort. Im November folgte das dritte Album Comedian Rhapsody, welches auf Platz 2 der österreichischen Album-Charts einstieg und vier Titel enthält, die sich in Austria Top 40 Single-Charts platzieren konnten.
Die Live-Shows bestreitet das Duo zu zweit ohne Begleitband – mit Paul Pizzera als Gitarrist und Sänger. Musik und kabarettistische Inhalte wechseln sich bei ihren Auftritten ebenso leichtfüßig wie die Genre-Zugehörigkeiten der im österreichischen Dialekt gehaltenen Eigenkompositionen ab. Als Texter realisiert Pizzera nicht nur mit Wortwitz gespickte, humorvolle Titel, sondern auch Balladen sowie politische Positionierungen, wie bspw. 2020 mit dem Satire-Song Rechtes Vorbild (erschienen unter dem Pseudonym H C Strache feat. Paul-Otti-Band & DJ Sid(L)o). Zum Nationalfeiertag 2022 veröffentlichten sie eine Umtextung von Die Gedanken sind frei, welche unter anderem die ÖVP-Korruptionsaffäre aufgreift:

„Die Gedanken san frei und frei bleibm die Sünder.

Man stopft linientreu nur die satten Münder,

wos völlig normal is und christlich-sozial is.

Es höhnt die Partei: Die Gedanken san frei.“

Das zugehörige Musikvideo enthält Einblendungen von Wolfgang Sobotka, Gernot Blümel und Sebastian Kurz. Die im Video ebenfalls zu sehende a capella-Formation Das wird super kommt auch (seit 2022) bei ausgewählten Liedern des Duos während der Live-Konzerte zum Einsatz.

### Mit Aut of Orda
Mitte Februar 2023 publizierte ein neues Format ("Dialekt-Pop für den Dancefloor") rund um Pizzera die erste Single namens Wigl Wogl. Das Supergroup-Trio AUT of ORDA besteht aus ihm, dem bekannten Sänger und Songwriter Christopher Seiler sowie dem (unter anderem) für dessen Duo (Seiler und Speer) als Produzent und Gitarrist in Erscheinung tretende Daniel Fellner. Ihre zweite Single hoch gwimmas (n)imma ist der offizielle Song des österreichischen Fußball-Nationalteams in Vorbereitung auf die EURO 2024. Im zugehörigen Musikvideo treten nebst den Musikern auch der Teamchef Ralf Rangnick sowie David Alaba und Konrad Laimer auf. Mit der vierten Single Mi Amor konnte die Band eine erste Charts-Position erreichen. Eine Top-3-Platzierung in den österreichischen Single-Charts gelang mit der fünften Single Fix net normal.
2024 erschien das Debüt-Album Das Empörium schlägt zurück und erreichte auf Anhieb den ersten Platz der österreichischen Album-Charts. Die gleichnamige Tournee beinhaltete unter anderem Auftritte auf dem Nova Rock und dem Woodstock der Blasmusik.
Bereits im ersten Anlauf wurde die Band 2024 mit dem Amadeus Austrian Music Award in der Kategorie Pop/Rock ausgezeichnet. Pizzera erhielt jeweils eine weitere Nominierung für die Zusammenarbeit mit Folkshilfe und als Liveact des Jahres (Pizzera & Jaus).

### Mit anderen Interpreten
Immer wieder kollaboriert Pizzera mit diversen anderen österreichischen Künstlern. 2019 unterstützte er Turbobier (Titel Heut fahr ma Polizei vom Album King of Simmering) und die Band Gnackwatschn (Titel Die Wöt wird si weiterdrahn) bei jeweils einem Song.
2021 interpretierte er den Titel Einer muss der Krampus sein auf dem 18. Studio-Album der Ersten Allgemeinen Verunsicherung (EAV).
2023 erfolgte die erste gemeinsame Publikation mit der Band Folkshilfe (Najo eh), im darauffolgenden Jahr wurde mit der gemeinsamen Single Owa vom Gas nachgelegt.

### Als Autor und Entertainer
Seit 2019 tritt Paul Pizzera als Kolumnist für den Kurier in Erscheinung.
Mit dem Buch Der Hippokratische Neid folgte 2020 das literarische Debüt. Es stellt den ersten Band der Reihe Die Kunst der Stunde dar und so entspricht auch die Lesezeit, dem Übertitel folgend, etwa der Dauer einer therapeutischen Sitzung. Das in Dialog-Form gehaltene Werk, das sich inhaltlich mit psychischer Gesundheit beschäftigt, schrieb er am Handy. In dem dazu veröffentlichten Hörbuch mimten Michael Niavarani und Paul Pizzera den Proleten respektive zynischen Therapeuten.
2020 und 2021 fungierte Paul Pizzera als Synchronsprecher und lieh Bart Simpson (Die Simpsons) für einige in Österreich ausgestrahlte Folgen der Kultserie seine Stimme. Die in österreichischer Mundart gehaltenen Neuvertonungen betrafen die Episoden Weihnachten in Florida (#649) sowie Episode 666 (#666) und Das perfekte Dinner (#670).
Während der Corona-Pandemie initiierte er im Jänner 2020 gemeinsam mit den Ö3-Moderatoren Gabi Hiller und Philipp Hansa den Podcast Hawi D’Ehre. Dieser ist laut eigenen Angaben ein Podcast „für Jedermann und jede Frau, der oder die gerne über das Leben nachdenkt“, der „alles erlaubt, zulässt und einfängt, was in den drei unterschiedlichen Köpfen der ‚Podagonisten‘ vorgeht“. Eine Live-Umsetzung des wöchentlich erscheinenden Talk-Formats begann im Februar 2022 mit 2 Terminen. Im Sommer 2022 fand unter anderem ein Auftritt in der Wiener Staatsoper statt.
Im Herbst 2022 starteten die Dreharbeiten für die Kriminalkomödie Pulled Pork (Drehbuch und Regie von Andreas Schmied). Als Hauptdarsteller gab er sein Schauspiel-Debüt an der Seite von Otto Jaus und Gregor Seberg. Die Filmmusik steuerte Pizzera gemeinsam mit Daniel Fellner bei. Der Kinostart der Kriminalkomödie erfolgte in Österreich am 6. Oktober 2023. Mit insgesamt 105.622 Kinobesuchern war es hinter Griechenland und Der Fuchs die dritterfolgreichste österreichische Produktion des Kinojahres 2023 und erhielt dafür das Austrian Ticket. In Deutschland kam der Film am 11. Juli 2024 in die Kinos.
Im März 2023 erschien mit dem Buch König der Möwen der zweite Band seiner Reihe Die Kunst der Stunde.

## Privates
Im Oktober 2021 präsentierten sich Paul Pizzera und die Schauspielerin Valerie Huber im Zuge der Premiere des Kinofilmes Klammer – Chasing the Line als Paar. Huber wirkte in dem im Mai 2021 veröffentlichten Video zu frmdghn von Pizzera & Jaus mit. Anfang 2022 wurde ihre Verlobung, im August 2023 ihre Trennung bekanntgegeben.
Sein Familienname stammt von einem spanischen Vorfahren.

## Kabarettprogramme
- 2011: Zu wahr, um schön zu sein
- 2014: Sex, Drugs & Klei’n’Kunst
- 2017: Unerhört solide – zusammen mit Otto Jaus
- 2019: Wer nicht fühlen will, muss hören – zusammen mit Otto Jaus
- 2023: Comedian Rhapsody – zusammen mit Otto Jaus

## Diskografie
- Zu wahr, um schön zu sein – Live (CD), 2011
- Sex, Drugs & Klei’n’Kunst (DVD, CD), 2014
- mit Pizzera & Jaus: Unerhört solide (DVD, CD, LP; Dialekt's Mi Am Oasch), 2017
- mit Pizzera & Jaus: Wer nicht fühlen will, muss hören (CD, LP; Dialekt's Mi Am Oasch), 2019
- mit Pizzera & Jaus: Comedian Rhapsody (CD, LP; Sony), 2022

## Filmografie (Auswahl)
- 2023: Pulled Pork
- 2024: Die Heinzels – Neue Mützen, neue Mission (Stimme)

## Publikationen
- 2020: Der hippokratische Neid, Ueberreuter-Verlag, Wien 2020, ISBN 978-3-8000-7760-1 (als Hörbuch gelesen von Paul Pizzera und Michael Niavarani)
- 2023: Der König der Möwen, Ueberreuter-Verlag, Wien 2023, ISBN 978-3-8000-7782-3 (als Hörbuch gelesen von Paul Pizzera und Michael Niavarani)

## Sonstiges
Seit Beginn seiner Karriere unterstützt er durch zahlreiche Auftritte auf Benefizveranstaltungen diverse Charity-Aktionen für Obdachlose und Flüchtlinge sowie Organisationen wie Frauenhäuser Steiermark, Krebshilfe Steiermark und Schule Äthiopien.
Im September 2022 organisierten der ORF und Kurier die erste Unterwasser-Expedition auf den Grund des tiefsten Sees Österreichs (Traunsee, 191 m). Bei diesem Projekt, welches vom ZAMG wissenschaftlich begleitet wurde, fungierten Paul Pizzera und Silvia Schneider als Stargäste im U-Boot.
Pizzera ist bekennender Anhänger des SK Sturm Graz.

## Auszeichnungen
- 2011: Grazer Kleinkunstvogel
- 2012: Freistädter Frischling
- 2017: Ybbser Spaßvogel
- 2017: Amadeus Austrian Music Awards in den Kategorien „Song des Jahres“ & „Pop/Rock“ – mit Otto Jaus
- 2018: Amadeus Austrian Music Award in der Kategorie „Album des Jahres“ – mit Otto Jaus
- 2019: Amadeus Austrian Music Award in der Kategorie „Live-Act des Jahres“ – mit Otto Jaus
- 2021: Großer Josef-Krainer-Preis[39]
- 2022: Amadeus Austrian Music Award in der Kategorie „Live-Act des Jahres“ – mit Otto Jaus
- 2024: Amadeus Austrian Music Award in der Kategorie „Pop/Rock“ – mit Aut of Orda[40]
- 2025: Amadeus Austrian Music Award in der Kategorie "Live-Act des Jahres" - mit Otto Jaus